# Machine (album de Static-X)
Pour les articles homonymes, voir Machine.
Albums de Static-X
Wisconsin Death Trip
(1999) Shadow Zone
(2003)
Machine est le deuxième album du groupe Static-X sorti en 2001.

## Liste des chansons
1. "Bien Venidos" – 0:23
2. "Get to the Gone" – 2:50
3. "Permanence" – 4:02
4. "Black and White" – 3:50
5. "This Is Not" – 2:57
6. "Otsego Undead" – 3:30
7. "Cold" – 3:40
8. "Structural Defect" – 3:40
9. "...In a Bag" – 4:22
10. "Burn to Burn" – 4:18
11. "Machine" – 3:28
12. "A Dios Alma Perdida" – 5:58

Bonus Tracks:
1. "Anything But This" - 4:03 (Japanese edition only)
2. "Sweat of the Bud" (Live) - 3:25 (Japanese edition only)